# Liste des communes du Trégor

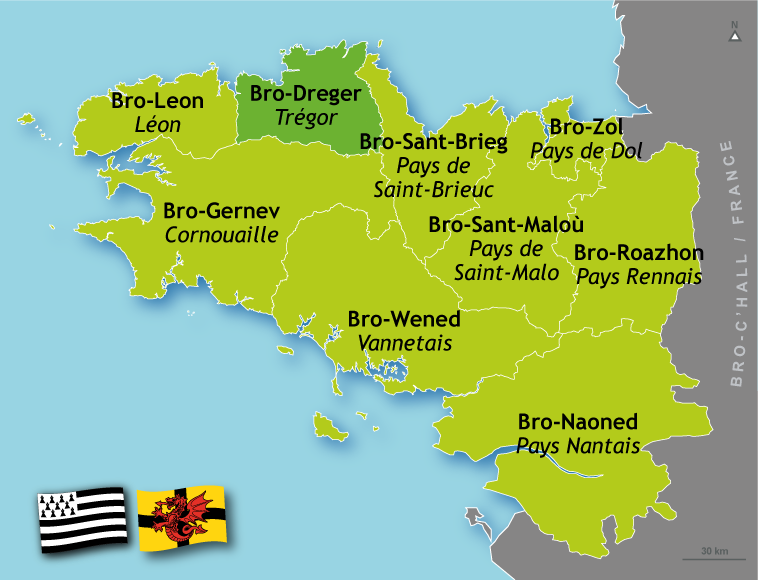
Carte du Trégor en Bretagne.

Ceci est la liste des communes du Trégor, pays historique de Bretagne. Le Goëlo, qui lui est parfois rattaché, est une partie du pays de Saint-Brieuc et n'est donc pas représenté dans cette liste.
Le Trégor compte aujourd'hui 127 communes. 109 d'entre elles appartiennent administrativement au département des Côtes-d'Armor, 18 autres au département du Finistère dans ce qui est communément appelé le Trégor finistérien. Les bourgs, villages, quartiers ou hameaux importants ne constituant pas ou plus une commune sont indiqués entre parenthèses après la commune concernée. Le territoire de deux communes est situé partiellement, mais principalement, en Trégor, l'autre partie se situant en Léon. Elles sont signalées.

## B
- Bégard (dont Botlezan & Trezelan)
- Belle-Isle-en-Terre
- Berhet
- Boqueho
- Botsorhel (Finistère)
- Bourbriac
- Brélidy
- Bringolo

## C
- Camlez
- Caouënnec-Lanvézéac (dont Caouennec et Lanvézeac)
- Cavan
- Coadout
- Coatascorn
- Coatréven

## G
- Garlan (dont Le Bois de la Roche) (Finistère)
- Gommenec'h
- Goudelin
- Grâces
- Guerlesquin (Finistère)
- Guimaëc (Finistère)
- Guingamp
- Gurunhuel

## H
- Hengoat

## K
- Kerbors
- Kermaria-Sulard
- Kermoroc'h

## L
- La Chapelle-Neuve
- La Roche-Derrien
- Landebaëron
- Langoat
- Lanmérin
- Lanmeur (Finistère)
- Lanmodez
- Lannéanou (Finistère)
- Lannion (dont Buhulien, Servel, Brélévenez, Loguivy-lès-Lannion)
- Lanrodec
- Lanvellec (dont Saint Carré)
- Le Cloître-Saint-Thégonnec  (Finistère) (partiellement)
- Le Faouët
- Le Merzer
- Le Ponthou (Finistère)
- Le Vieux-Marché
- Lézardrieux
- Loc-Envel
- Locquirec (Finistère)
- Loguivy-Plougras
- Lohuec
- Louannec (dont Nantouar)
- Louargat (dont Saint Eloi)

## M
- Mantallot
- Minihy-Tréguier
- Morlaix (Finistère) (pour la partie située à l'est de la Rivière de Morlaix)
- Moustéru

## P
- Pabu
- Pédernec
- Penvénan (dont Buguélès et Port-Blanc)
- Perros-Guirec
- Plésidy
- Plestin-les-Grèves (dont Saint-Efflam, Saint Sébastien)
- Pleubian
- Pleudaniel
- Pleumeur-Bodou (dont L'Île-Grande)
- Pleumeur-Gautier
- Ploëzal
- Plouagat
- Plouaret
- Ploubezre
- Plouëc-du-Trieux
- Plouégat-Guérand (Finistère)
- Plouégat-Moysan (Finistère)
- Plouezoc'h (Finistère)
- Plougasnou (Finistère)
- Plougonven (Finistère)
- Plougonver
- Plougras
- Plougrescant
- Plouguiel
- Plouigneau (Finistère)
- Plouisy
- Ploulec'h (dont Le Yaudet)
- Ploumagoar
- Ploumilliau (dont Kéraudy, Pont Rous)
- Plounérin (dont Plounérin-Gare)
- Plounévez-Moëdec
- Plourin-lès-Morlaix (Finistère)
- Plouzélambre
- Plufur
- Pluzunet
- Pommerit-Jaudy
- Pommerit-le-Vicomte
- Pont-Melvez
- Pontrieux
- Pouldouran
- Prat

## Q
- Quemper-Guézennec
- Quemperven

## R
- Rospez
- Runan

## S
- Saint-Adrien
- Saint-Agathon
- Saint-Clet
- Saint-Fiacre
- Saint-Gilles-les-Bois
- Saint-Jean-du-Doigt (Finistère)
- Saint-Jean-Kerdaniel
- Saint-Laurent
- Saint-Michel-en-Grève
- Saint-Péver
- Saint-Quay-Perros
- Senven-Léhart
- Squiffiec

## T
- Tonquédec
- Trébeurden
- Trédarzec
- Trédrez-Locquémeau (dont Tredrez et Locquémeau)
- Tréduder
- Trégastel
- Tréglamus
- Trégonneau
- Trégrom
- Tréguier
- Trélévern
- Trémel
- Trévérec
- Trévou-Tréguignec
- Trézény
- Troguéry